# Nati nel 1954/Senza giorno specificato
| Questa pagina contiene informazioni ricavate automaticamente dalle voci biografiche con l'ausilio del template Bio e di un bot. L'aggiornamento è periodico e automatico e ricostruisce completamente la pagina. Se manca una persona in questa lista, sei pregato di non aggiungerla, ma accertati piuttosto che la sua voce biografica contenga il template Bio e che i dati anagrafici siano correttamente compilati. Se il template Bio manca, inseriscilo tu stesso o, in alternativa, metti l'avviso {{tmp\|Bio}} che ne segnala la mancanza. Se i dati riportati sono sbagliati, correggi direttamente la voce biografica; le modifiche saranno visibili in questa lista entro pochi giorni. Per chiarimenti vedi il progetto biografie. La lista contiene solo le 239 persone che sono citate nell'enciclopedia e per le quali è stato implementato correttamente il template Bio. Pagina aggiornata al 18 ago 2025. |

- Muḥammad ʿAbd al-Salām Faraj, teologo e terrorista egiziano († 1982)
- Anette Abrahamsson, pittrice e insegnante svedese
- Larry Abramson, pittore israeliano
- John R. Adler, medico statunitense
- David Albert, fisico e filosofo statunitense
- Donatello Alunni Pierucci, regista italiano
- Gabriella Ambrosio, scrittrice, saggista e pubblicitaria italiana
- Jane Anderson, sceneggiatrice, regista e attrice statunitense
- Leif Andersson, genetista svedese
- Rika Aoki, attrice giapponese
- Genichi Araki, astronomo giapponese
- Mohsen Armin, politico iraniano
- Karen Baburyan, politico karabakho († 2011)
- Jean-Philippe Barbe, ex sciatore alpino francese
- Olivo Barbieri, fotografo italiano
- Mustafa Barghuthi, politico palestinese
- Ronnie Barrett, imprenditore statunitense
- Pierre Bayard, scrittore e psicanalista francese
- Giuseppe Bellosi, etnologo, glottologo e poeta italiano
- Giampiero Beltotto, giornalista, autore televisivo e saggista italiano
- Edward Beshore, astronomo statunitense
- Nino Bizzarri, regista e sceneggiatore italiano
- Shlomo Bloom, ex cestista israeliano
- Christopher Boatwright, ballerino statunitense († 1997)
- Pier Carlo Bontempi, architetto italiano
- G. W. Bot, incisore, scultrice e pittrice australiana
- Elie Botbol, compositore marocchino († 2018)
- Chantal Bouvier de Lamotte, modella francese
- Alain Boyer, filosofo francese
- Geraldine Branagan, cantante irlandese
- Pino Bruno, giornalista, scrittore e saggista italiano
- Sherry Buchanan, attrice e ex modella statunitense
- Gérard Buquet, compositore e musicista francese
- John Butcher, sassofonista inglese
- Đỗ Bá Tỵ, generale e politico vietnamita
- Cheshire Calhoun, filosofa statunitense
- Sebastiano Cannizzaro, mafioso italiano
- Renata Cantilena, numismatica e docente italiana
- Massimo Carboni, filosofo italiano
- Lori Cardille, attrice statunitense
- Lorenzo Carpi, terrorista italiano
- Pat Carra, fumettista italiana
- Antonio Castronuovo, saggista e traduttore italiano
- Driss Chouika, regista marocchino
- Gabriele Cipollitti, regista italiano
- Don Clemons, allenatore di football americano statunitense
- Gabriella Cohen, danzatrice italiana
- Gabriel Costa, politico saotomense
- Enrico D'Angelo, poeta italiano
- Guy Daignault, pattinatore di short track canadese († 2005)
- Gianni Dal Maso, matematico italiano
- George Dawes Green, scrittore statunitense
- Sun Dawu, imprenditore cinese
- Giannantonio De Vincenzo, sassofonista italiano
- Vincenzo DeMaria, mafioso italiano
- Jacky Del Rio, attrice pornografica brasiliana
- Jamie Delano, fumettista britannico
- Bobby Di Cicco, attore e comico statunitense
- Thomas DiLorenzo, economista statunitense
- Peter Dodge, ex sciatore alpino e allenatore di sci alpino statunitense
- Axali Doëseb, compositore, musicista e direttore d'orchestra namibiano († 2023)
- Anna Droppová, ex sciatrice alpina slovacca
- Catherine Dunne, scrittrice irlandese
- Dominique Dussault, cantante francese
- Agnar Dørum, ex sciatore alpino norvegese
- Dan Dănilă, poeta, traduttore e pittore romeno
- Jeff Easley, disegnatore statunitense
- Edmund Eisele, ex sciatore alpino tedesco
- Edna Elias, politica e insegnante canadese
- Melih Erçin, ex cestista turco
- Elsa Evangelista, compositrice, organista e direttrice d'orchestra italiana
- Cornelia Ewigleben, archeologa e storica tedesca
- Valter Farina, giocatore di poker italiano
- Michel Fattal, filosofo francese
- Franz Fischnaller, artista italiano
- Gavin Flood, storico delle religioni britannico
- Vittore Fossati, fotografo italiano
- Josefa Francisco, attivista filippina († 2015)
- Wendy Froud, scultrice statunitense
- Kōnstantinos Fōtī, ex calciatore cipriota
- Wojciech Gajewski, dirigente sportivo e ex sciatore alpino polacco
- Marco Gallesi, musicista e scrittore italiano
- Alicia Gallotti, scrittrice e giornalista argentina
- Héctor García-Molina, informatico messicano († 2019)
- Sally Gardner, scrittrice e illustratrice britannica
- Daniele Garrone, biblista e pastore protestante italiano
- Sandro Gentili, italianista italiano
- Sylvie Germain, scrittrice e saggista francese
- Omar Ibrahim Ghalawanji, politico siriano
- Abdullah Ghorab, politico e ingegnere egiziano
- Diego Giachetti, storico italiano
- Kirsten Gille, ex modella e attrice statunitense
- Berit Gjerland, archeologa e scrittrice norvegese
- Francisco Goldman, scrittore e giornalista statunitense
- Philippe Grandrieux, regista e sceneggiatore francese
- Gary Groth, editore statunitense
- Nicola Guarino, ingegnere italiano
- Hary Gunarto, ingegnere indonesiano
- Udo Gümpel, giornalista e autore televisivo tedesco
- Philip Haas, regista, sceneggiatore e produttore cinematografico statunitense
- Pat Hanrahan, informatico, ingegnere e docente statunitense
- David Healy, psichiatra irlandese
- Lisa Herman, musicista e cantante statunitense
- Ángela Hernández Núñez, scrittrice dominicana
- Huang Jianxin, regista e produttore cinematografico cinese
- Roberto Inzúa, ex calciatore uruguaiano
- Rogelio Iriarte, scrittore colombiano
- Masayuki Iwamoto, astronomo giapponese
- Iyad ag Ghali, rivoluzionario maliano
- Odile Jacob, editrice francese
- Richard Jany, ex sciatore alpino tedesco
- Jean-Frédéric Jauslin, funzionario svizzero
- Thomas Jennefelt, compositore svedese
- Joanna Johnston, costumista britannica
- Gareth Jones, produttore discografico britannico
- Atsuhito Kazuno, ex calciatore giapponese
- Richard Kern, regista e fotografo statunitense
- François Kevorkian, disc jockey francese
- Karen Leigh King, storica delle religioni statunitense
- Helmut Klingenschmid, ex sciatore alpino austriaco
- Henri Krop, storico della filosofia olandese
- Frankie LaRocka, batterista e produttore discografico statunitense († 2005)
- Henry Laurens, storico e arabista francese
- Ferdinand Lechner, ex sciatore alpino tedesco
- Lolita Lempicka, stilista francese
- Leith Lende, ex sciatrice alpina statunitense
- Scott Litt, produttore discografico statunitense
- Liu Jizeng, ex cestista cinese
- Claudio Lodati, chitarrista italiano
- Ludger Lohmann, organista tedesco
- Augusto Lombardi, annunciatore televisivo, giornalista e conduttore televisivo |Nazionalità = italiano
- Sghair Ould M'Bareck, politico mauritano
- Leonardo Mackenzie, schermidore cubano († 1976)
- Ouhoumoudou Mahamadou, politico nigerino
- Rian Malan, giornalista, scrittore e cantautore sudafricano
- Ali Maow Maalin, attivista somalo († 2013)
- Massimo Marassi, filosofo italiano
- Geōrgios Marinos, politico greco
- Mark Lee Ping Bin, direttore della fotografia e fotografo taiwanese
- Manny Martínez, batterista statunitense († 2023)
- Giovanna Massimetti, regista italiana
- Sally Mayes, attrice e cabarettista statunitense
- Dermot McCarthy, diplomatico e politico irlandese
- Gina McCarthy, politica statunitense
- Giovanni Menada, artista italiano
- Scott Millan, tecnico del suono statunitense
- Magnus Mills, scrittore britannico
- Yoshikane Mizuno, astronomo giapponese
- Vytautas Miskinis, direttore di coro e compositore lituano
- Maurizio Momi, dirigente d'azienda e produttore televisivo italiano
- Didier Morata, astronomo francese
- José Mottola, avvocato e scrittore italiano
- Cameron Munter, diplomatico statunitense
- John Musto, compositore e pianista statunitense
- Philip Niarchos, armatore greco
- Toshiro Nomura, astronomo giapponese
- Karen O'Hara, scenografa statunitense
- Joe Oppedisano, fotografo italiano
- Alain Orsoni, politico e dirigente sportivo francese
- Rafael Pacheco Hernandez, astronomo spagnolo
- Željko Pahek, fumettista e illustratore serbo
- Katherine Pancol, scrittrice francese
- Joško Papič, ex cestista jugoslavo
- Abida Parveen, cantante pakistana
- Peter Pearson, militare britannico
- Susan Perkins, modella statunitense
- Clara Perra, percussionista italiana († 2015)
- Yves Perrier, dirigente d'azienda francese
- Fiorenzo Pesce, dirigente sportivo italiano
- Enrico Pessina, ex rugbista a 15 e scrittore italiano
- Tom Peyer, fumettista statunitense
- Steve Piccolo, musicista statunitense
- Claudio Piersanti, scrittore e sceneggiatore italiano
- Alberto Pirelli, imprenditore italiano
- Maria-Cristina Pitassi, filosofa e teologa italiana
- Giancarlo Planta, regista cinematografico e sceneggiatore italiano
- Robert Pogue Harrison, saggista statunitense
- Alfredo Primavera, liutaio italiano
- Hassan Rachik, antropologo marocchino
- Ken Ralston, effettista statunitense
- Giampiero Rasimelli, politico italiano
- Giovanni Rinaldi, storico italiano
- Mercè Rivas Torres, giornalista e scrittrice spagnola
- Luis J. Rodriguez, poeta e scrittore statunitense
- Dilys Rose, poetessa e romanziera scozzese
- Bernard Rossat-Mignod, ex sciatore alpino francese
- Luis Royo, illustratore spagnolo
- Armando Ruinelli, architetto svizzero
- Richard Paul Russo, scrittore statunitense
- Michael Salvatori, compositore statunitense
- Garry Schyman, compositore statunitense
- Deborah Lynn Scott, costumista statunitense
- Maurizio Scudiero, storico dell'arte italiano
- Zhong Shanshan, imprenditore cinese
- Aki Shimazaki, scrittrice e traduttrice canadese
- Naomi Shohan, scenografa statunitense
- Piero Sicoli, astronomo italiano
- Enrico Solito, scrittore italiano
- Catia Sonetti, storica italiana
- Luca Spagnoletti, musicista e compositore italiano
- Sandro Sproccati, storico dell'arte e poeta italiano
- Robert Sutton, saggista statunitense
- Mary M. Talbot, fumettista e saggista britannica
- Claudio Tognonato, sociologo e filosofo argentino
- Carlo Tolazzi, drammaturgo italiano
- Angelo Tonelli, poeta, storico della filosofia e traduttore italiano
- Domenico Trimboli, mafioso italiano
- Mark Turner, linguista statunitense
- Monique Uldaric, modella francese
- Ellen von Unwerth, fotografa e ex modella tedesca
- Philippe Van Leeuw, regista e direttore della fotografia belga
- Graziano Ventre, astronomo italiano
- Renato Venturelli, critico cinematografico italiano
- Margareta Veroni, attrice e ex modella italiana
- Massimo Villata, astrofisico e autore di fantascienza italiano
- Isabella Vincentini, poetessa, critica letteraria e saggista italiana
- Luis Viracocha, pittore e scultore ecuadoriano
- Amri Wandel, astrofisico e esperantista israeliano
- Wang Anyi, scrittrice cinese
- Herbert Watzke, ex cestista austriaco
- Wei Fenghe, generale e politico cinese
- Falko Weißpflog, ex saltatore con gli sci tedesco
- Karin Well, attrice e modella italiana
- Bisa Williams, diplomatica statunitense
- Ken Williams, autore di videogiochi statunitense
- Nagoum Yamassoum, politico ciadiano
- Tetsuo Yanaka, astronomo giapponese
- Billy Yule, musicista statunitense
- Antonio Zagari, mafioso italiano († 2004)
- Adelino Zanini, filosofo italiano
- Claudio Zei, ex nuotatore italiano
- Walid Hamid Tawfiq al-Tikriti, politico iracheno
- Faysal bin Khalid Al Sa'ud, principe e politico saudita
- Sultan bin Mohammed bin Sa'ud Al Kabir, principe e imprenditore saudita († 2024)
- Mashhoor bin Sa'ud Al Sa'ud, principe saudita († 2004)
- Mishari bin Sa'ud Al Sa'ud, principe, militare e politico saudita
- Nasser bin Sa'ud Al Sa'ud, principe e militare saudita († 1975)
- Sattam bin Sa'ud Al Sa'ud, principe, funzionario e diplomatico saudita
- Mario de Miranda, ingegnere italiano